# Київське слов’янське благодійне товариство
Київське слов'янське благодійне товариство (1869—1917) — добровільне об'єднання української інтелігенції слов'янофільського (див. Слов'янофільство) напряму, що намагалося пробудити в громадськості інтерес до південних і західних слов'ян й організувати допомогу балканським слов'янським народам у боротьбі проти Османської імперії. До 1877 офіційно називалося Київським відділом Московського слов'янського комітету. У різні часи товариство очолювали вчені-славісти М.Рігельман, О.Котляревський, М.Глоке, Т.Флоринський. Членами були В.Антонович, М.Бунге, М.Сперанський, А.Степович, Ф.Тітов, меценат Б.Ханенко та ін. 1903 товариство мало 26 почесних, 7 довічних, 289 дійсних чл. у різних містах України. Сприяло вирішенню справ південних слов'ян-емігрантів, надавало кошти на навчання слов'ян-студентів з цього середовища. Жіноче відділення (1889) розподіляло допомогу між південними слов'янками – вихованками київських навчальних закладів. Під час національно-визвольних повстань на Балканах 1875–76 та російсько-турецької війни 1877–1878 товариство допомагало в спорядженні та відправці добровольців, надавало допомогу потерпілим південним слов'янам. Доброчинні кошти збиралися від лекційної, викладацької та іншої діяльності, особистих внесків членів товариства (особливо М.Рігельмана). Члени товариства вели активну наукову роботу, здійснювали дослідні поїздки на Балкани, в Чехію, інші слов'янські країни. За його ініціативою в міській публічній бібліотеці відкрили відділ для книг і журналів зі слов'янських країн. Товариство видало 5 випусків "Слов'янського щорічника" (1876, 1878, 1880, 1882, 1884), дві книги "Слов'янської розмови" (1888, 1891), літературно-науковий збірник "Світання" (1893), деякі праці своїх членів, з середини 1870-х рр. брало участь у фінансуванні видання у Львові суспільно-політичного та літературного часопису москвофільського спрямування (див. Москвофільство) "Слово" (виходив до 1887).